# ВЭТТ
Высота, эквивалентная теоретической тарелке (ВЭТТ) (англ. height equivalent to a theoretical plate, HETP) — Удельная характеристика разделяющей способности насадочной ректификационной колонны. Такая колонна представляется эквивалентной теоретически идеальной тарельчатой колонной, работающей в стационарном режиме (неизменные во времени все параметры процесса) с количественно равными потоками фаз (с бесконечным флегмовым числом). Делится по высоте на участки, в которых изменение концентраций компонентов соответствует одной ступени разделения (теоретической тарелке), геометрическая высота этого участка есть ВЭТТ.
Требование стационарности обусловлено максимально возможным в этом случае приближением реального устройства к теоретически идеальному, требование бесконечной флегмы обусловлено тем же, но,
кроме того ещё и тем, что идеальное устройство, работающее с конечной флегмой, будет характеризоваться в этом случае худшей степенью разделения компонентов и сравнение с таким эталоном заведомо некорректно.

## ВЭТТ в хроматографии
В настоящее время есть две общепринятые модели процесса хроматографии, использующие термин ВЭТТ как
параметр, характеризующий удельную разделяющую способность хроматографической колонки.
- Кинетическая модель Ван-Деемтера считает ВЭТТ как формальный критерий, равный сумме вкладов параметров массообмена и разных видов межфазовой диффузии компонентов;
- Модель теоретических тарелок Мартина считает другой формальный критерий, именуемый "общее число теоретических тарелок на основе итоговых данных по появлению чистого вещества на выходе из колонки и уже из этого критерия считается ВЭТТ.

Модели не содержат описание того, что понимается под "ВЭТТ" и теоретической тарелкой, по-видимому, предполагается полное соответствие этих терминов тем, которые используются для описания насадочных ректификационных колонн. Такое предположение некорректно в силу многих причин, главная из которых -  заведомая нестационарность и неравновесность хроматографического процесса. Модель Мартина представляется более некорректной потому, что для разных веществ итог расчёта будет заведомо различен на одной и той же колонке. Тем не менее модели являются общепринятыми во многом потому, что не предполагают материальных расчётов. Измерение эффективности хроматографической колонки в ВЭТТ или в теоретических тарелках зависит только от добросовестности изготовителя и в целом недостоверно без указания эталонного вещества.